# Tren (literatura)
Tren, lament, płacz (żałobny) – utwór liryczny o charakterze żałobnym, wywodzący się ze starogreckiej poezji funeralnej, blisko spokrewniony z elegią, a także epicedium; ważny element struktury tragedii greckiej; odmiana pieśni lamentacyjnej. Utwory takie były poświęcane zmarłej osobie i wyrażały żal oraz smutek z powodu jej odejścia, a także przedstawiały jej cnoty. Twórcami trenów byli m.in. Symonides z Keos i Pindar (w Grecji) oraz Newiusz i Owidiusz (w Rzymie). Do antycznej twórczości trenodycznej nawiązywali poeci renesansowi (m.in. Francesco Petrarca). 
W liryce polskiej szczególnie znany jest wydany w 1580 roku cykl 19 Trenów Jana Kochanowskiego, powstałych po śmierci jego córki Urszulki. Kochanowski przeciągnął na cały cykl swoich utworów klasyczny porządek epicedium: 
1. exordium – wyjawienie przyczyny bólu
2. laudatio – wyliczenie zasług zmarłego
3. comploratio – opłakiwanie
4. consolatio – pocieszenie
5. exhortatio – moralne pouczenie, tworząc tym samym nieznaną wcześniej w tradycji gatunku formę cyklu trenologicznego.

Treny pisali także m.in.: 
- XVI-XVIII w.: Tobiasz Wiszniowski (2. poł. XVI w.), Sebastian Fabian Klonowic, Jan Kochanowski, Andrzej Zbylitowski (ur. ok. 1565), Stanisław Grochowski, Daniel Naborowski, Zbigniew Morsztyn, Wespazjan Kochowski;
- współcześnie: Krzysztof Kamil Baczyński, Konstanty Ildefons Gałczyński, Stanisław Ryszard Dobrowolski, Władysław Broniewski, Marcin Krasucki, Anna Kamieńska.